# 博克斯霍尔姆市镇
58°12′N 15°03′E / 58.200°N 15.050°E
博克斯霍尔姆市镇（瑞典語：Boxholms kommun）是瑞典东南部东约特兰省的一个市镇。其治所位于博克斯霍尔姆。